# Costituzione siciliana del 1848
La Costituzione siciliana del 1848 (ufficialmente Statuto fondamentale del Regno di Sicilia) fu la costituzione, ispirata al costituzionalismo inglese, adottata quell'anno nel neonato Regno di Sicilia, la parte siciliana del Regno delle Due Sicilie nel corso della rivoluzione siciliana del 1848, moti popolari esplosi per il "vessatorio dispotismo" dei Borbone. Emanata dal parlamento siciliano, quindi non ottriata, restò in vigore come statuto costituzionale nel nuovo Regno di Sicilia (che era stato proclamato nel febbraio 1848), fino al maggio 1849 quando l'isola fu riconquistata dall'esercito di Ferdinando II delle Due Sicilie.

## Storia

### Lo statuto del 1812
La prima carta costituzionale siciliana fu lo statuto costituzionale promulgato il 12 luglio 1812 sul modello inglese., adattato alle esigenze locali. Le dodici basi o principi generali, dopo la loro approvazione da parte del parlamento, furono sottoposte al re Ferdinando, che, pur molto lontano dall'entusiasmarsene, fu costretto ad accettarle.
La costituzione venne approvata dal parlamento siciliano e promulgata dal reggente, Francesco I.
Appena poté, tuttavia, il re evitò di applicarla. Tornato a Napoli dopo la caduta di Gioacchino Murat, non convocò più il Parlamento siciliano e così, anche senza formale abrogazione, la costituzione siciliana cadde disapplicata, avendo soppresso nel dicembre 1816 il Regno con la contemporanea nascita del Regno delle Due Sicilie.
Venne reintrodotta dal parlamento siciliano nel corso dei moti del 1820-21 per poi essere definitivamente soppressa con la repressione dei moti.

### La promulgazione
Il re Ferdinando, nel tentativo di frenare la rivoluzione siciliana del 1848, il 10 febbraio fece promulgare lo statuto del 1812, da lui stesso abrogato. Le elezioni per i deputati furono convocate dal Comitato generale per il 15 marzo nei comuni e il 18 nei distretti, e il parlamento si riunì il 25 marzo per la prima seduta, dopo 33 anni, nella chiesa di San Domenico.
Una nuova costituzione, che riprendeva solo in parte quella del 1812, fu emanata il 10 luglio 1848 dal parlamento generale di Sicilia, presieduto da Vincenzo Fardella di Torrearsa con il nome di Statuto fondamentale del Regno di Sicilia, fu perciò votata e non ottriata (cioè concessa da un sovrano). In essa si "ponevano le fondamenta per fare della Sicilia uno Stato sovrano, libero ed indipendente, e prepararla a diventare membro dell'auspicata federazione italiana".

## Principi
Si sopprimeva la Camera dei Pari (vitalizia) e per la prima volta entrambe le camere divengono elettive (dei deputati e dei senatori). 
Questi i principi più importanti:
- Il re dei Siciliani non potrà regnare o governare su nessun altro paese.
- Sono elettori tutti i cittadini che abbiano compiuti 21 anni, e che sappiano leggere e scrivere.
- Per ogni comune di 6 000 abitanti sarà scelto un deputato mentre i senatori saranno 120.
- La legge fatta dal parlamento sarà nello spazio di trenta giorni promulgata dal re, o con apposite osservazioni rimandata al parlamento.
- Il potere esecutivo sarà esercitato dal re per mezzo dei ministri responsabili di sua nomina. Nessun atto del re sarà valido se non controfirmato da almeno un ministro.
- La parola e la stampa sono libere.
- L'insegnamento è libero. Il pubblico insegnamento sarà gratuito e regolato da apposita legge.
- Nessuna norma dello statuto può essere modificata senza il concorso di due terzi dei votanti presenti di ciascuna camera.
- Un apposito titolo della costituzione elenca i diritti dei cittadini.[6]